# Sendim (Miranda do Douro)
Sendim (em mirandês Sendin) é uma vila portuguesa do Município de Miranda do Douro que foi sede da extinta Freguesia de Sendim, freguesia que tinha 38,31 km² de área e 1366 habitantes (censos de 2011), e, por isso, uma densidade populacional de 35,7 hab./km².
A Freguesia de Sendim foi extinta (agregada), pela reorganização administrativa de 2012/2013, tendo o seu território sido agregado ao da Feguesia de Atenor para criar a União de Freguesias de Sendim e Atenor.
Antes, a povoação de Sendim foi elevada à categoria de vila em 1989.
A vila e a ex-freguesia são parte integrante da área onde se fala o mirandês, na variedade sendinês. O Mirandês é oficialmente considerada a segunda língua de Portugal.
Sendim pertence ao planalto Mirandês em Trás-os-Montes e como tal bem no interior do Portugal.
A ex-freguesia de Sendim está inserida na zona do Parque Natural do Douro Internacional, uma zona rica em fauna e flora.
A vila situa-se a poucos quilómetros do rio Douro e que como tal se identifica com as arribas, sendo mesmo denominada a "Capital das Arribas". As rochas que constituem as margens do Rio, proporcionam vistas magníficas.
Pode-se encontrar junto ao rio um cais fluvial.

## População
| População da freguesia de Sendim | População da freguesia de Sendim | População da freguesia de Sendim | População da freguesia de Sendim | População da freguesia de Sendim | População da freguesia de Sendim | População da freguesia de Sendim | População da freguesia de Sendim | População da freguesia de Sendim | População da freguesia de Sendim | População da freguesia de Sendim | População da freguesia de Sendim | População da freguesia de Sendim | População da freguesia de Sendim | População da freguesia de Sendim |
| -------------------------------- | -------------------------------- | -------------------------------- | -------------------------------- | -------------------------------- | -------------------------------- | -------------------------------- | -------------------------------- | -------------------------------- | -------------------------------- | -------------------------------- | -------------------------------- | -------------------------------- | -------------------------------- | -------------------------------- |
| 1864                             | 1878                             | 1890                             | 1900                             | 1911                             | 1920                             | 1930                             | 1940                             | 1950                             | 1960                             | 1970                             | 1981                             | 1991                             | 2001                             | 2011                             |
| 1 176                            | 1 374                            | 1 273                            | 1 496                            | 1 524                            | 1 524                            | 1 556                            | 1 767                            | 1 827                            | 1 983                            | 1 550                            | 1 669                            | 1 393                            | 1 432                            | 1 366                            |

### Cultura
Na vila predomina a qualidade gastronómica, onde se destaca a posta Mirandesa.
A posta Mirandesa nasceu na rua em Sendim pelas mãos de Ti Gabrila, onde nas feiras nacos de carne eram servidos sobre o pão. Mais tarde a receita foi adaptada ao Restaurante, sendo este manjar servido actualmente no Restaurante "A Gabriela".
Sendim tem muitas pessoas activas e criativas, exemplo disso é a banda Pica-Tumilho, a primeira banda de Rock Agrícola onde as letras das suas músicas são em sendinês.
Desde 1999 é realizado nesta vila anualmente no primeiro fim de semana de Agosto o Festival Intercéltico de Sendim, festival que atrai milhares de pessoas apreciadoras de música folk.

## História
No que diz respeito a Sendim, em termos toponímicos, poderá advir do genitivo "sandini" ou "sindini" de uma "villa de Sandinus ou Sendinus" que são nomes pessoais germânicos da alta Idade Média.
Havia diversas "vicos e vilas" de origem romana nesta região e que teriam sido soterradas e destruídas com as invasões árabes. Atenor, Urrós, Picote, Aldeia Nova, só para referir as que ficam mais perto de Sendim e à sua volta, são um verdadeiro testemunho, dados os vestígios nelas encontrados e as lápides funerárias com nomes similares, o que vem demonstrar uma identidade do povo desta região, nessa época.
De notar que nesta região esteve acampado um destacamento da "Legio VII Gemina".
Este destacamento teria como missão, proteger a exploração mineira nesta região e a protecção da via que ia de Moncorvo a Astorga e passava perto de Sendim. Ainda hoje se pode ver em alguns locais e está devidamente identificada. Esta via era cruzada por outra que passava também perto de Sendim e que seguia na direcção de Fermoselhe indo entroncar na "via da prata" a nascente e que seguia para poente na direcção de Algoso indo entroncar na via romana que seguia de Braga para Astorga.
A "Légio VII" esteve acampada na região de León (Espanha), localidade que deve o seu nome a esse facto.
É muito provável que neste local tenha existido uma "villa" romana que os Visigodos ocuparam e dela fizeram uma povoação medieval. Junto da igreja e na zona envolvente, na direcção da rua do Baiunco e rua da Frágua encontramos vários vestígios dessa época e até pré-romanos.
Em documentos medievais ainda aparece o nome Sindin.
Não oferece também qualquer dúvida que o reino Visigodo fez fronteira com o reino Suevo, nesta região.

## Património
- Ermitério Os Santos
- Capela de São Paulo
- Capela de São Sebastião
- Igreja Matriz
- Capela de Nosso Senhor da Boa Morte
- Fonte do Lugar
- Estação Ferroviária
- Arribas do Douro

## Personalidades Ilustres
- Amadeu Ferreira
- António Maria Mourinho
- Valentim Guerra

## Actividades Económicas
Uma actividade predominante em Sendim é a agricultura. Sendim possui Cooperativa Agrícola Ribadouro onde é produzido vinho Pauliteiros, Lhengua e o Medalhado Vinho Ribeira do Corso. Existem ainda actividades a nível de comércio, serviços e construção civil.

## Serviços

### Correios
- Posto de Correios, Sendim

### Agências Bancárias
- Agência do Crédito Agrícola, Sendim
- Agência do Novo Banco, Sendim

### Hotelaria
- Hotel "O Encontro", Sedim
- Alojamento Rural "Casa da Avó Dília", Sendim
- Alojamento Rural "Curral de I Tiu Pino", Sendim

### Farmácias
- Farmácia de Sendim

## Ensino

### Ensino Primário
- Escola Primária de Sendim

### Ensino de 2º e 3º Ciclo
- Escola Básica de Sendim

## Segurança

### Quartel de Bombeiros
- Quartel de Bombeiros de Sendim

## Festas e Romarias
Festas de Santa Bárbara
São realizadas no segundo fim de semana de Agosto as Festas de Santa Bárbara. Todos os anos são nomeados novos mordomos de Santa Bárbara pelos seus antecessores, cabendo a eles organizar e angariar verbas através de petições, sorteios e fornecimento de serviços para a Festa do ano seguinte. Todos os anos as festas decorrem durante a semana contando sempre com grupos ou cantores reconhecidos portugueses.

## Associações
Bombeiros Voluntários de Sendim
Os Bombeiros de Sendim têm um papel activo no combate de incêndios na região. Apoiados na formação continua vêm reconhecidos o seu esforço, dedicação e trabalho em prol da comunidade. Auxiliam ainda no transporte de doentes. Contam actualmente com um renovado quartel e meios adequados à sua função. São várias as viaturas de que dispõem e possuem ainda um barco para auxílio fluvial.